# Robert Czechowski
Robert Czechowski (ur. 26 marca 1960 w Jarosławiu) – polski aktor filmowy i teatralny, reżyser i pedagog.

## Życiorys
Ukończył studia na Wydziale Reżyserii Dramatu PWST im. Ludwika Solskiego w Krakowie (1993) i na Wydziale Aktorskim PWST w Krakowie – Wydział Zamiejscowy we Wrocławiu (1983). Studiował także na Wydziale Filozofii Papieskiej Akademii Teologicznej w Krakowie.
Pracował jako aktor m.in. w Teatrze Współczesnym we Wrocławiu oraz Teatrze Polskim we Wrocławiu.
Jako reżyser zrealizował ponad 50 przedstawień teatralnych. Wyreżyserował ponad 60 programów telewizyjnych w Ośrodku TVP Wrocław. Wieloletni pedagog PWST we Wrocławiu na Wydziale Aktorskim oraz Lalkarskim. Współzałożyciel Teatru Osobowego we Wrocławiu, gdzie zrealizował między innymi „Biesiadę” według Gombrowicza, oraz Młodzieżowej Akademii artystycznej. Wykładowca Uniwersytetu Zielonogórskiego na Wydziale Animacji Kultury. W latach 2001–2007 pełnił funkcje dyrektora naczelnego i artystycznego w Teatrze im. Wojciecha Bogusławskiego w Kaliszu. Od 2007 roku pełni funkcję dyrektora w Lubuskim Teatrze w Zielonej Górze. Jako reżyser realizował spektakle w Polsce oraz za granicą – m.in. w Anglii w Londynie, Niemczech w Chemnitz (La Strada w roku 2019, Caligula w roku 2016 oraz Leonce i Lena w 2013 roku) i Zittau (Biesiada u hrabiny Kotłubaj w 2011 roku).

## Wybrane nagrody
- Wyróżnienie za najlepszy spektakl w Polsce za Jak Wam się podoba z Teatru Dramatycznego w Legnicy na Międzynarodowym Festiwalu Szekspirowskim w Gdańsku w 1996 roku.
- Wyróżnienie za Jak wam się podoba zrealizowane w Teatrze im. Bogusławskiego w Kaliszu na tym samym festiwalu w 2004 roku.
- Nagrodę na Międzynarodowym Festiwalu „Biała wieża” na Białorusi w Brześciu za najlepszy spektakl w roku 2012 za Stworzenia sceniczne wyreżyserowane w Białymstoku.
- Kulturalna Nagroda Miasta przyznawana przez Prezydenta Miasta Zielonej Góry (2016)
- Brązowy Medal „Zasłużony Kulturze Gloria Artis” (2017)
- Odznaka Honorowa za Zasługi dla Województwa Lubuskiego (2022)[1]